# Bunchosia
Bunchosia är ett släkte av tvåhjärtbladiga växter. Bunchosia ingår i familjen Malpighiaceae.

## Bildgalleri

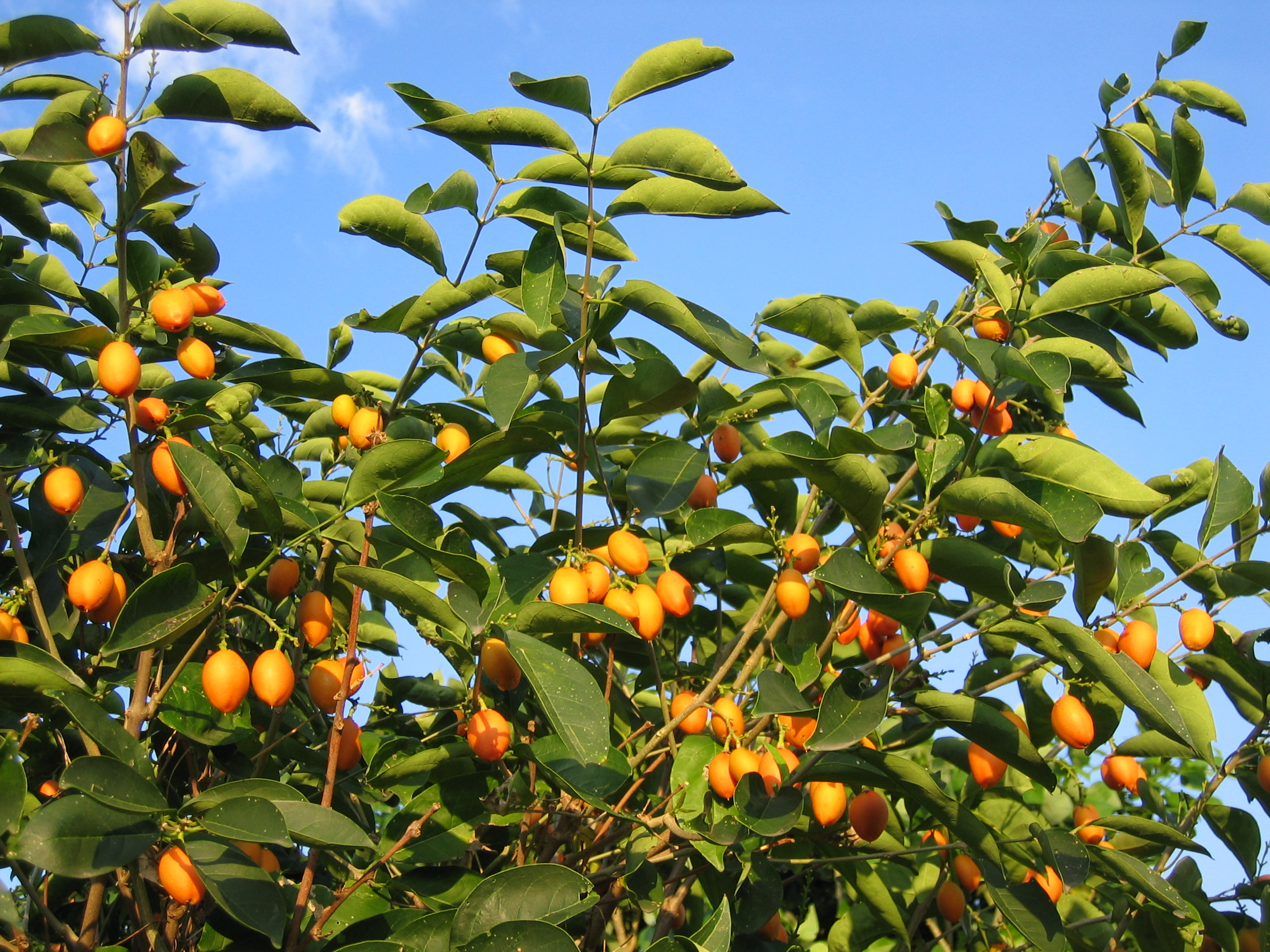
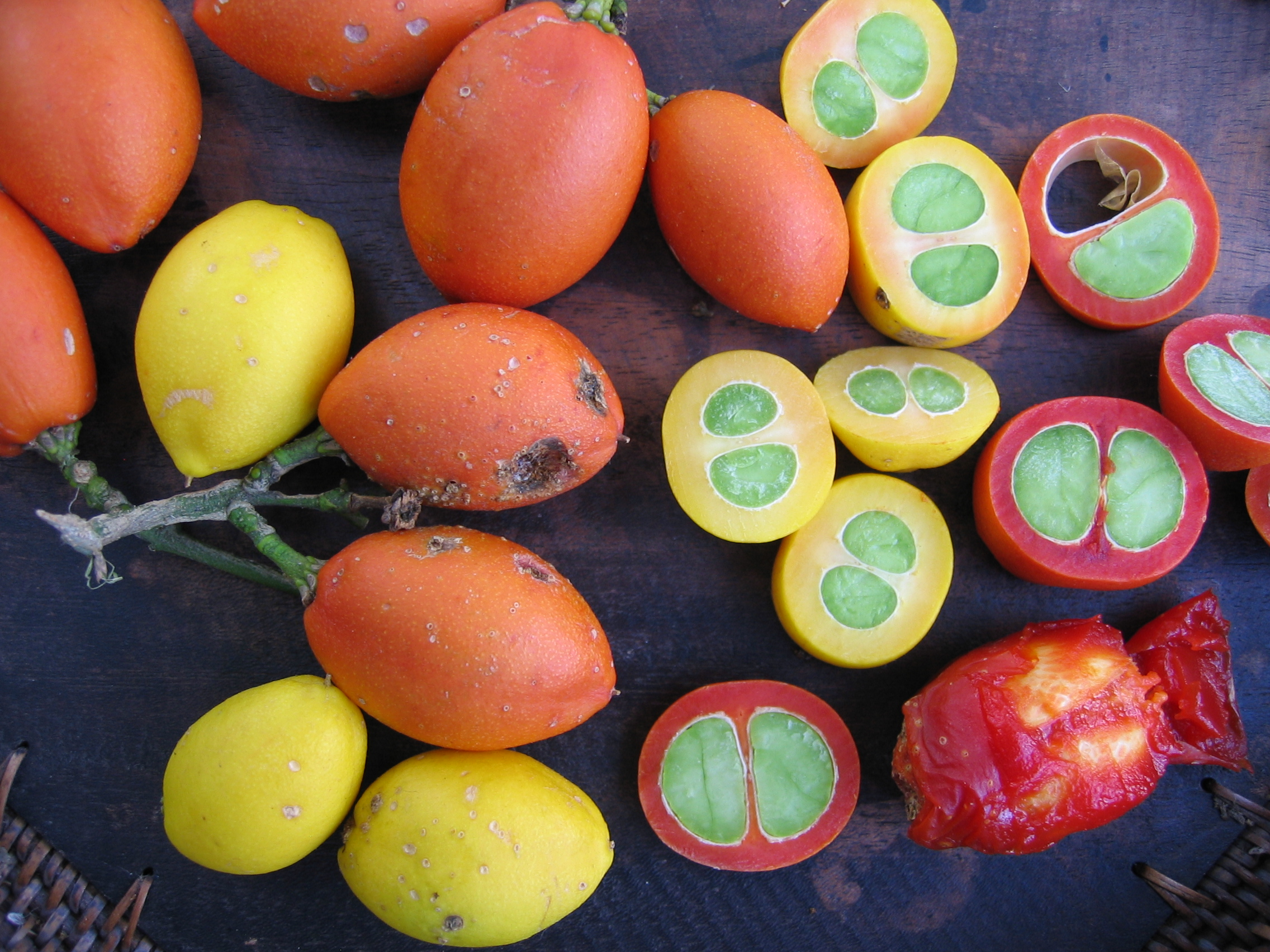
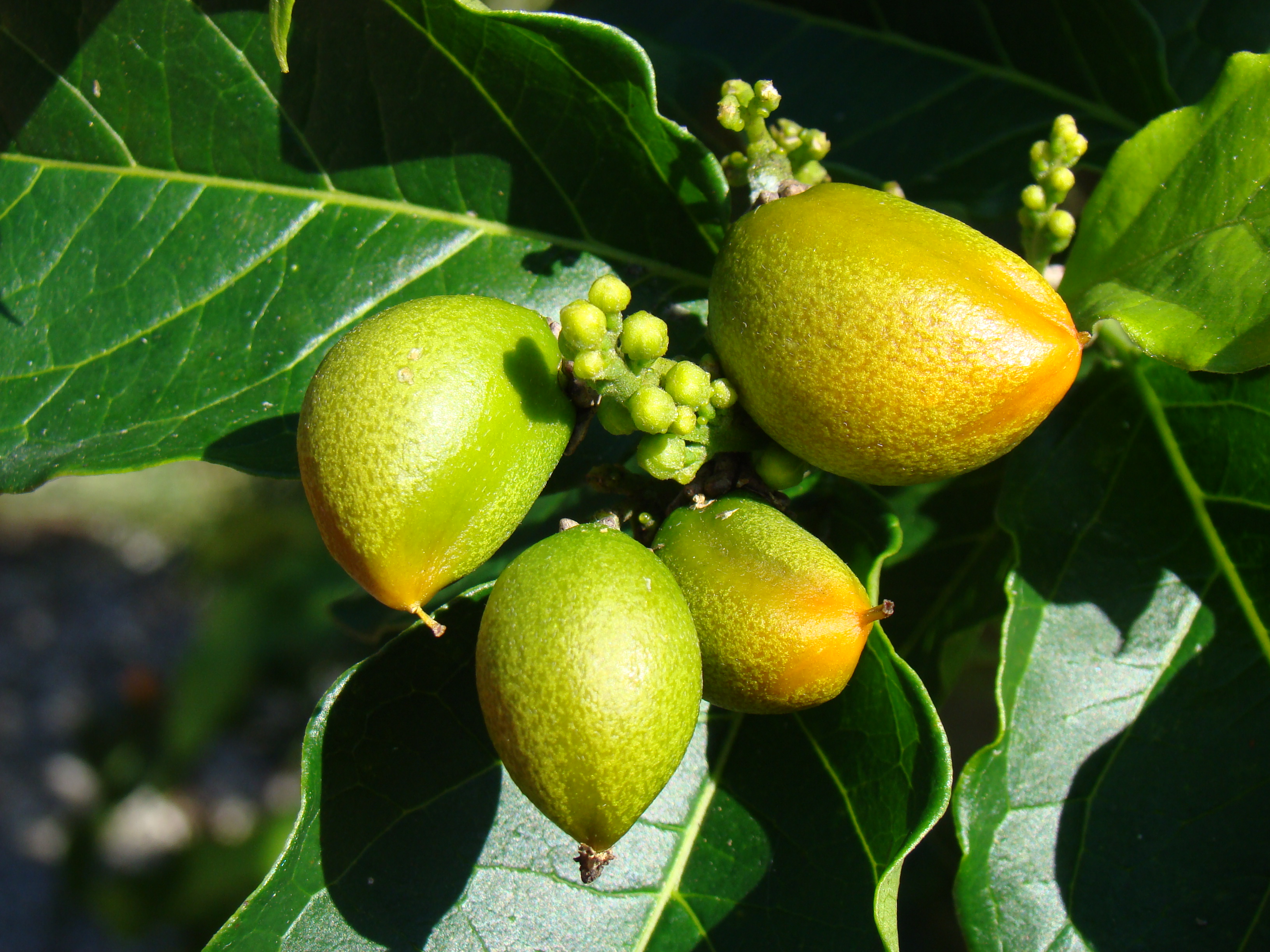
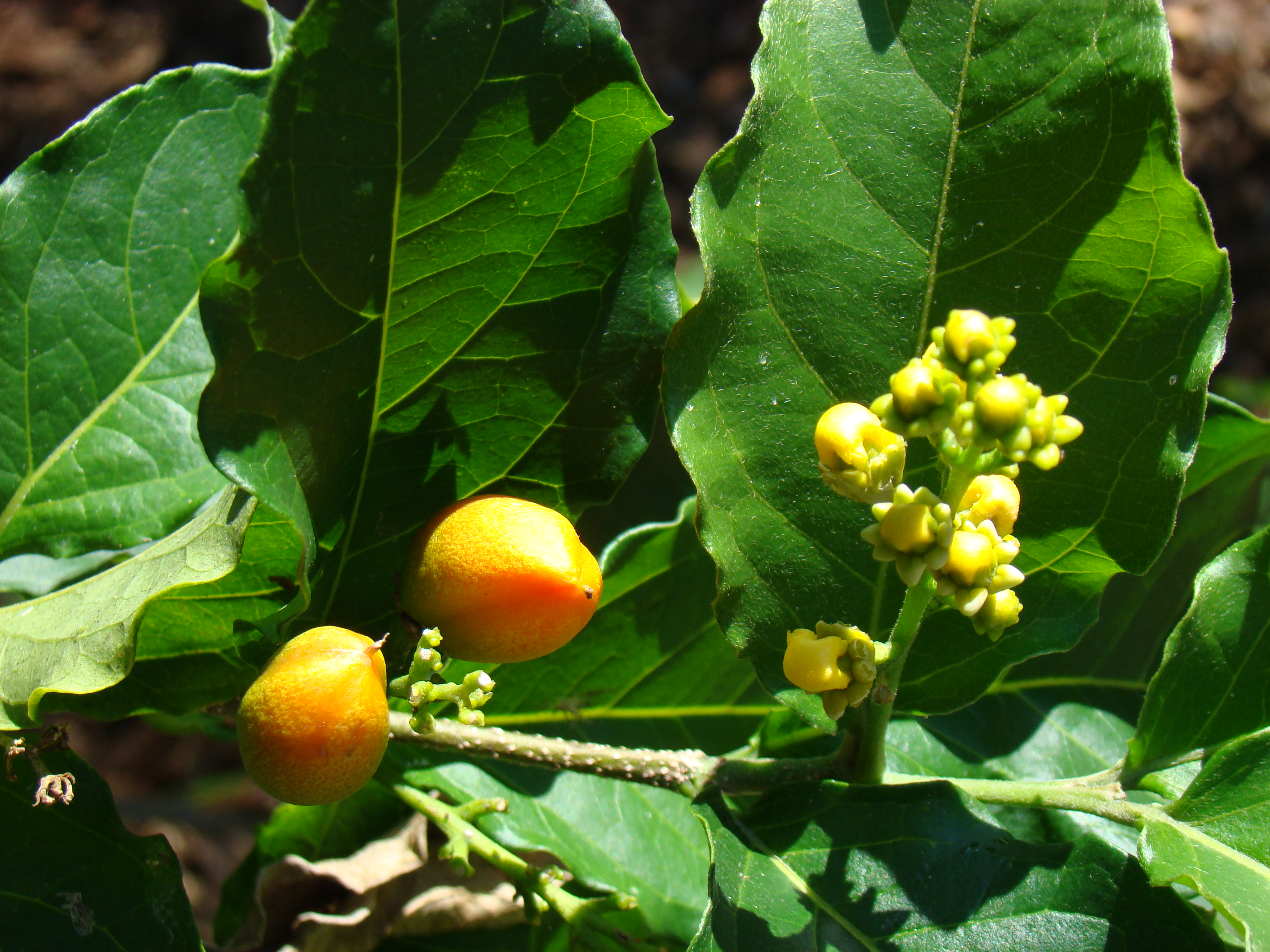
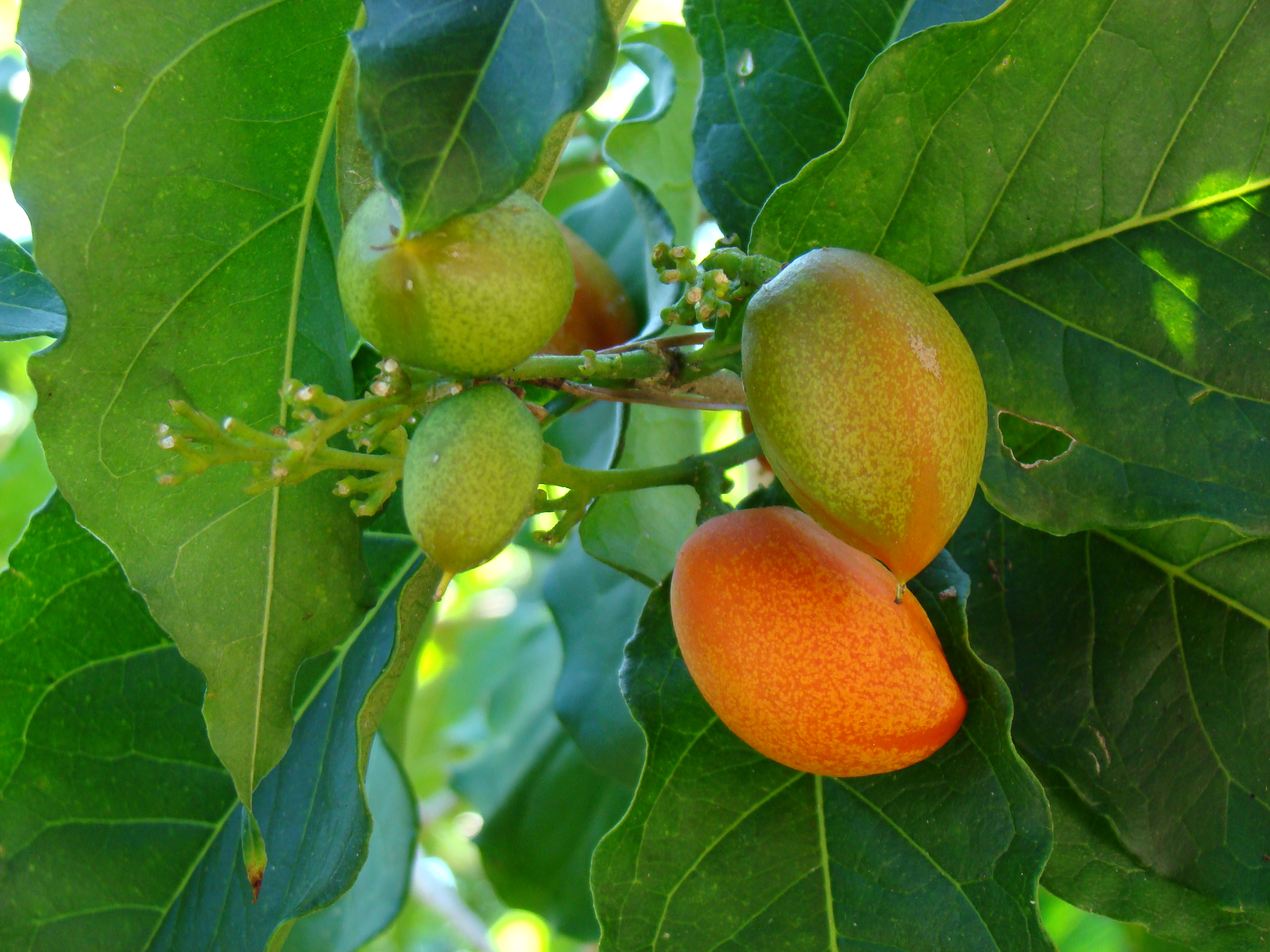
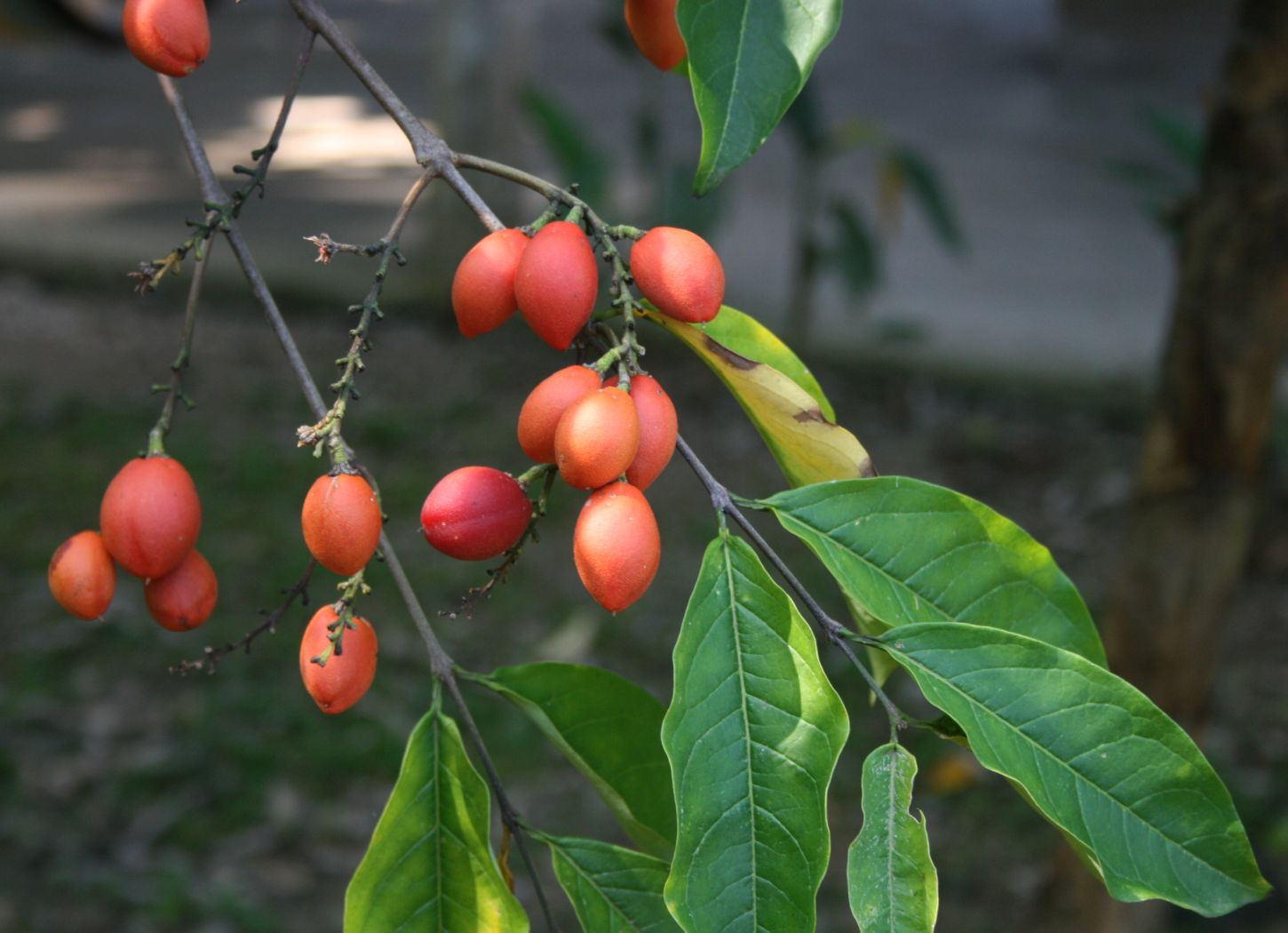

## Dottertaxa tillBunchosia, i alfabetisk ordning[1]
- Bunchosia acuminata
- Bunchosia anomala
- Bunchosia apiculata
- Bunchosia argentea
- Bunchosia armeniaca
- Bunchosia articulata
- Bunchosia berlinii
- Bunchosia biocellata
- Bunchosia bonplandiana
- Bunchosia brevistyla
- Bunchosia caroli
- Bunchosia cauliflora
- Bunchosia cestrifolia
- Bunchosia decussiflora
- Bunchosia deflexa
- Bunchosia diphylla
- Bunchosia dwyeri
- Bunchosia ekmanii
- Bunchosia elliptica
- Bunchosia emarginata
- Bunchosia fluminensis
- Bunchosia glandulifera
- Bunchosia glandulosa
- Bunchosia grayumii
- Bunchosia guadalajarensis
- Bunchosia guatemalensis
- Bunchosia haitiensis
- Bunchosia hartwegiana
- Bunchosia hookeriana
- Bunchosia hotteana
- Bunchosia itacarensis
- Bunchosia jamaicensis
- Bunchosia lanieri
- Bunchosia leonis
- Bunchosia lindeniana
- Bunchosia luzmariae
- Bunchosia macilenta
- Bunchosia macrophylla
- Bunchosia maritima
- Bunchosia matudai
- Bunchosia mcvaughii
- Bunchosia mesoamericana
- Bunchosia mollis
- Bunchosia montana
- Bunchosia monticola
- Bunchosia nitida
- Bunchosia odorata
- Bunchosia pallescens
- Bunchosia palmeri
- Bunchosia paraguariensis
- Bunchosia pauciflora
- Bunchosia pernambucana
- Bunchosia petenensis
- Bunchosia petraea
- Bunchosia plowmanii
- Bunchosia polystachya
- Bunchosia postuma
- Bunchosia praecox
- Bunchosia pseudonitida
- Bunchosia punicifolia
- Bunchosia quaesitor
- Bunchosia sonorensis
- Bunchosia stipulacea
- Bunchosia strigosa
- Bunchosia swartziana
- Bunchosia ternata
- Bunchosia thaumatothrix
- Bunchosia tuberculata
- Bunchosia tutensis
- Bunchosia urbaniana
- Bunchosia ursana
- Bunchosia veluticarpa
- Bunchosia volcanica